# Claus Roxin
Claus Roxin (Hamburgo, República de Weimar, 15 de mayo de 1931- Hamburgo, República Federal de Alemania, 18 de febrero de 2025) fue un abogado y jurista alemán destacado por su labor en el ámbito del Derecho Penal, Derecho Penal Internacional, Derecho Procesal Penal y Teoría del Derecho. Fue uno de los penalistas de mayor influencia en discusión contemporánea del Derecho Penal de la tradición romano-germánica, lo que le ha hecho acreedor de casi una veintena de Doctorados Honoris Causa y reconocimientos académicos como la orden Raimundo Peñafort en España.

## Biografía
Estudió derecho en la Universidad de Hamburgo entre 1950 y 1954, trabajando también como asistente de cátedra y graduándose en 1957 con su respectiva tesis. Gracias a su habilidad y talento en el análisis de los principios del Derecho Penal, pronto llamó la atención del medio académico y en 1963 fue designado profesor en la Universidad de Göttingen.En ese año presentó su famosa doctrina del "Teoría del dominio de la voluntad en aparatos organizados de poder", desarrollada con base en la teoría del dominio del hecho, teoría utilizada para explicar quién tiene la condición de autor en un suceso delictivo. La teoría que desarrolló ha servido para imputar responsabilidad penal a altos mandos de organizaciones criminales, que no intervinieron directamente.
A partir de 1966, Roxin participa en la elaboración de un "Proyecto Alternativo" para la Parte General (que trata de la regulación de los delitos en forma genérica) del Código Penal Alemán (Strafgesetzbuch). Los proyectos de reforma de dicho Código definieron en gran medida el Derecho Penal en Alemania mediante elementos innovadores para su época, y Roxin fue también coautor del "Proyecto Alternativo" para la Parte Especial del Código Penal Alemán, editados entre 1969 y 1971 en cuatro volúmenes.
Luego de ello, Roxin se asoció a diversos juristas de Alemania y Suiza en la preparación de proyectos alternativos de normas legales penales, mientras desde 1971 empezó a enseñar en la Universidad de Múnich en las cátedras de Derecho Penal, Derecho Procesal Penal, y en otros cursos generales de leyes. En 1980 Roxin y su grupo de trabajo publicó un proyecto alternativo sobre el Código alemán de procedimientos penales, y esta vez el propio Roxin fue llamado a participar en el proyecto de reforma de dichas normas, desarrollando en este marco conceptos sobre delitos contra la libertad, delitos de carácter económico y financiero, así como rechazando la asociación entre "delito" e "inmoralidad" para incidir sobre la relación entre "delitos" y bienes jurídicos protegidos". A partir de allí, la influencia de Roxin como especialista en Derecho penal se extiende más allá de las fronteras alemanas.
En el año 2000, Roxin fue condecorado por el gobierno de Alemania debido a méritos académicos distinguidos.
En 2009 obtuvo su décimo octavo , el de la Universidad de Huelva, en España.
En septiembre de 2009, recibió el doctorado honoris causa en la Universidad Nacional Andrés Bello, en Chile.
En octubre de 2010, recibió el doctorado honoris causa en la Universidad Nacional Mayor de San Marcos, en Perú.
El 13 de noviembre de 2014, fue investido doctor honoris causa por la Universidad Pablo de Olavide de Sevilla (España), pronunciando la laudatio su discípulo el Catedrático de Derecho Penal de dicha Universidad y Dr. Mult. H.C. Francisco Muñoz Conde.
El 15 de marzo de 2017, fue investido doctor honoris causa en la Universidad Libre (Colombia) en Bogotá.
El 13 de septiembre de 2017, fue galardonado con el doctorado honoris causa por la Universidad de Guanajuato en México.
El 30 de noviembre de 2021, fue investido con la distinción de doctor honoris causa por la Universidad Nacional del Altiplano de Puno.
Falleció el 18 de febrero de 2025 a los 93 años de edad.

## Obra traducida al español
- Derecho Penal, Parte General (T. I). Fundamentos: La estructura de la Teoría del Delito, Civitas ediciones, S.L. 1997

- Derecho Penal Parte General Tomo I. Fundamentos: La estructura de la Teoría del Delito', Civitas ediciones, S.L. 2006

- La Evolución de la Política Criminal, El Derecho Penal y el Proceso Penal, Tirant Lo Blanch, 2000

- Autoría y Dominio del hecho en Derecho Penal, (7ª ed.) Marcial Pons Librero, S.L. , 2000

- Problemas Básicos del Derecho Penal, Editorial Reus SA, 1976

- La imputación objetiva en el Derecho penal IDEMSA, 1997

- Política criminal y sistema del Derecho penal. Traducción e introducción de Francisco Muñoz Conde, Bosch Casa Editorial, Barcelona, 1972 (81 pp.)
- Pasado, presente y futuro del Derecho Procesal Penal, traducción de Oscar Julián Guerrero Peralta, Rubinzal-Culzoni, Santa Fe, 2009.

Recientemente Cuenta con Obras en Idioma Español, que fueron hechas en Coatoria con otros Autores.
- Libro "Teoría del Caso y del Delito en el Proceso Penal Acusatorio", 2015 (Dr. Claus Roxin, Dr. Enrique Díaz Aranda).
- Libro "Lineamientos Práticos de Teoría del Delito Proceso Penal Acusatorio", 2016 (Dr. Claus Roxin, Dr. Enrique Díaz Aranda y Exjueza Catalina Ochoa Contreras).
- Libro "Teoría del Delito Funcionalista", 2017 (Dr. Claus Roxin, Dr. Enrique Díaz Aranda).